# Hôn nhân cùng giới ở West Virginia
Hôn nhân cùng giới đã được công nhận hợp pháp tại tiểu bang West Virginia của Hoa Kỳ kể từ ngày 9 tháng 10 năm 2014. Trước đây, nó đã bị cấm bởi đạo luật tiểu bang.
Vào ngày 28 tháng 7 năm 2014, phán quyết của Tòa phúc thẩm Fourth Circuit trong Bory v. Schaefer thấy lệnh cấm của Virginia đối với hôn nhân cùng giới là vi hiến. Vào ngày 6 tháng 10 năm 2014, Tòa án Tối cao Hoa Kỳ đã từ chối certiorari trong Binto cho phép phán quyết có hiệu lực. Do đó, vào ngày 9 tháng 10 năm 2014, Thống đốc bang Earl Ray Tomblin tuyên bố ông đã ra lệnh cho các cơ quan nhà nước hành động tuân thủ các tiền lệ kiểm soát trong vụ kiện Virginia. Mặc dù lệnh cấm của West Virginia không được tuyên bố rõ ràng là vi hiến, nhưng tiền lệ của Fourth Circuit đã chắc chắn rằng lệnh cấm theo luật định của bang sẽ bị đảo ngược. Nhà nước bắt đầu cấp giấy phép kết hôn cho các cặp cùng giới vào cùng ngày đó. Tòa án Quận Hoa Kỳ cho Quận phía Nam của West Virginia chính thức phán quyết lệnh cấm kết hôn cùng giới của tiểu bang là vi hiến vào ngày 7 tháng 11 năm 2014.